# 테헤란한국학교
테헤란한국학교는 이란 테헤란에 있는 한국학교이다. 주이란 한국대사관에 부속되어 있으며 현재 초등학교 과정을 운영하고 있다.

## 연혁
- 1976년 4월 30일 : 개교